# وانادیم اکسی‌تری‌کلرید
وانادیم اکسی‌تری‌کلرید یک ترکیب معدنی با فرمول VOCl3 است. این مایع قابل تقطیر زرد رنگ به راحتی در هوا هیدرولیز می‌شود. این ترکیب یک عامل اکسید کننده است و به عنوان یک واکنشگر در سنتز آلی استفاده می‌شود. نمونه‌های تجاری آن اغلب به دلیل ناخالصی وانادیم تتراکلرید قرمز یا نارنجی به نظر می‌رسند.

## فرآوری
VOCl3 از کلردار کردن V2O5 به وجود می‌آید. واکنش در دمای نزدیک به ۶۰۰ درجه سانتی گراد ادامه پیدا می‌کند:
3 Cl2 + V2O5 → 2 VOCl3 + 1.5 O2
حرارت دادن یک مخلوط با ذرات ریز و به خوبی مخلوط شده از V2O5، کلر و کربن در ۲۰۰–۴۰۰ درجه سانتی گراد نیز VOCl3 می‌دهد. در این مورد، کربن به عنوان یک عامل اکسیژن‌زدایی عمل می‌کند، مشابه استفاده از آن در فرایند کلرید برای تولید TiCl4 از TiO2.
وانادیم(III) اکسید همچنین می‌تواند به عنوان یک پیش ساز استفاده شود:
3 Cl2 + V2O3 → 2 VOCl3 + 0.5 O2
یکی از روش‌های سنتز معمولی آزمایشگاهی این ماده شامل کلرزنی V2O5 با استفاده از SOCl2 است.
V2O5 + 3 SOCl2 → 2 VOCl3 + 3 SO2